# Rogačić (Vis)
Rogačić je naselje u sastavu Grada Visa, Splitsko-dalmatinska županija, Republika Hrvatska.

## Povijest
Do teritorijalnog preustroja Hrvatske bio je u sastavu stare općine Vis. Kao samostalno naselje Rogačić se javlja od popisa stanovništva 2001. godine, odvajanjem od naselja Vis.

## Stanovništvo
Na popisu 2021 . godine Rogačić je imao 18 stanovnika.

| broj stanovnika |       | 8     | 12    | 18    |
|                 | 1991. | 2001. | 2011. | 2021. |